# Wennströmspäron

Wennströmspäron (litografi av målning av Henriette Sjöberg (1842–1915)).

Wennströmspäron är en päronsort, uppkallad efter trädgårdsmästaren Johan Peter Wennström (1802-1891). Ursprungligen kallades päronsorten Carmeliterpäron, ett namn som Wennström själv använde, men efter att Wennström lämnat in päronsorten under en trädgårdsutställning, till Axel Pihl, ändrades namnet till Wennströmspäron. Det är känt att päronsorten odlades 1868, och det var Wennström själv som gav sorten till Experimentalfältet i Stockholm, där päronet började odlas.
Johan Wennström fick goda lovord för päronsorten. Päronsorten finns bevarad vid Linnés Hammarby utanför Uppsala.